# 茨木市立豊川中学校
茨木市立豊川中学校（いばらきしりつ とよかわちゅうがっこう）は、大阪府茨木市藤の里一丁目にある公立中学校。通称は「豊中」（とよちゅう）。茨木市北西部を校区とする。

## 沿革
1947年の学制改革の際、当時の三島郡豊川村に豊川村立中学校として開校した。その後豊川村は1956年に茨木市と箕面市に分村合併したことに伴い、引き続き旧豊川村を通学区域として茨木市と箕面市の学校組合立となった。
しかし学校組合立という変則的な条件から、指導体制や施設面での不便が表面化するようになった。合併から10年後の1966年には学校組合を解散し、茨木市立となっている。これに伴い従来の校区のうち箕面市域を箕面市立第二中学校の校区へ変更している。
2008年には茨木市立彩都西中学校の設立により、従来の校区から茨木市立彩都西小学校の校区区域が分離され、同地区からの生徒が彩都西中学校に転校している。
- 1947年4月1日 - 豊川村立中学校として開校。
- 1948年10月8日 - 豊川村清水31番地に移転。この日を創立記念日とする。
- 1956年12月1日 - 合併により、茨木市箕面市学校組合豊川中学校に改称。
- 1966年4月1日 - 学校組合の解散により、茨木市立豊川中学校と改称。
- 1970年9月30日 - 現在地に移転。
- 2008年4月1日 - 茨木市立彩都西中学校を分離。

## 通学区域
- 茨木市立豊川小学校と茨木市立郡山小学校の通学区域。

## 交通
- 阪急バス 宿久庄バス停。
- 大阪モノレール彩都線 豊川駅 東へ約2.1km。
- 東海道本線（JR京都線） 茨木駅 北へ約4km。